# Ducati 748
De Ducati 748 was een Italiaanse sportmotorfiets, de kleinere versie van de Ducati 916, die werd gebouwd tussen 1994 en 2002. Ze werd opgevolgd door de Ducati 749. De motor had een inhoud van 748cc, met een vermogen van 71kW (95 pk) bij 11.000 toeren per minuut. De wielbasis was 1410 mm (56 inch) en de motor had zes versnellingen en een gewicht van 196 kg. 

## Modellen
Van de 748 werden verschillende modellen uitgebracht:
- 748SP 1995-1996
- 748SPS 1996-1999
- 748S, met 5-spaaks wielen
- 748E
- 748L, 1998, Neiman Marcus edition, slechts 100 stuks geproduceerd
- 748R
- 748RS

De 748 werd in 2003 uit productie genomen, en werd in 2004 verkocht tot de dealervoorraden weggewerkt waren.